# Clusiella axillaris
Clusiella axillaris är en tvåhjärtbladig växtart som först beskrevs av Adolf Engler, och fick sitt nu gällande namn av José Cuatrecasas. Clusiella axillaris ingår i släktet Clusiella och familjen Calophyllaceae. Inga underarter finns listade i Catalogue of Life.